# 山岡喜久男
山岡 喜久男（やまおか きくお、1915年8月10日 - 2000年2月21日）は、日本の経済学者。早稲田大学名誉教授。
ドイツの神学者・ブルトマンの提唱した神学の研究でも知られる。

## 経歴
長野県諏訪郡湊村（現・岡谷市）出身。長野県諏訪中学校（現・長野県諏訪清陵高等学校）を経て、1938年早稲田大学政治経済学部卒業。1942年同大学大学院経済研究科理論経済学専攻修了、同大学非常勤講師。
千葉大学教授を経て、1964年早稲田大学教授。同大学学生部長、同大学教育学部長、同大学評議員、早稲田実業学校校長、早稲田大学常任理事、同大学名誉教授。埼玉女子短期大学学長など歴任した。
1988年勲三等旭日中綬章受章。1999年にキリスト教功労者を受賞。

## 著書

### 単著
- 『工業経済学概論』大明堂 1957年
- 『アジア経済分析の方法序説』
- 『東南アジアの近代化と日本』
- 『低開発国工業化の過程と諸問題』評論社 1967年
- 『ミュルダールのアジア研究』早稲田大学出版部 1976年
- 『新国際経済秩序の基礎研究』早稲田大学出版部 1979年
- 『経済学の新パラダイム序説』敬文堂 1984年

### 共著
- 『アジア開発援助とシステム的研究』西野吉次共著 早稲田大学出版部 1984年
- 『21世紀への展望』堀江忠男共著 学陽書房 1985年
- 『平和への課題と宗教者の役割』飯坂良明、眞田芳憲、勝山恭男共著 佼成出版社 2011年

### 翻訳
- 『新約聖書と神話論』R.ブルトマン著 新教出版社 1980年
- 『キリストと神話』R.ブルトマン著 小黒薫共訳 新教出版社 2008年

## 参照
- 「現代物故者事典　2000〜2002」日外アソシエーツ、2003年